# Liste der Mitglieder der Holsteinischen Ständeversammlung 1835/36
Diese Liste nennt die Mitglieder der Holsteinischen Ständeversammlung 1835/1836.

## Allgemeines
Infolge der Julirevolution von 1830 und nach Aufforderung des Deutschen Bundes ordnete der dänische König in seiner Funktion als Herzog von Holstein am 28. Mai 1831 im Dänischen Gesamtstaat die Gründung von Ständeversammlungen als beratende Körperschaft an. Vorbild für diese Landtage waren die preußischen Provinzialstände. Die erste Wahl und Einberufung fand jedoch erst 1835 statt. Gewählt wurden Abgeordnete und Stellvertreter. Daneben gab es vom König ernannte Abgeordnete. Diese hatten keine Stellvertreter.
Durch königliches Patent vom 8. Mai 1835 wurden die Stände zum 1. Oktober nach Itzehoe einberufen. Königlicher Landtagskommissar war der Konferenzrat Höpp. Die Landtagsberatungen wurden bis Mai 1836 fortgesetzt. Die zweite Session der Ständeversammlung fand 1839 statt.

## Präsidium
- Präsident: Georg Ludwig Balemann
- Vizepräsident: Joseph Carl Graf von Reventlow-Criminil
- Sekretäre: Ludwig Wilhelm Peter von Prangen und Johann Nicolaus Antonius Kirchhof

## Liste
| Mandat                                                                        | Abgeordneter                                                                  | Stellvertreter                                                 | Anmerkung |
| ----------------------------------------------------------------------------- | ----------------------------------------------------------------------------- | -------------------------------------------------------------- | --------- |
| Inhaber der erblichen Virilstimme                                             | Detlev Heinrich von Bülow (als Vertreter für Carl Landgraf zu Hessen)         | ./.                                                            |           |
| Allerhöchst ernannte Mitglieder der Ritterschaft                              | Christian Andreas Friedrich Graf von Rantzau, Verbitter des Klosters Itzehoe  | ./.                                                            |           |
| Allerhöchst ernannte Mitglieder der Ritterschaft                              | Graf Cay Lorenz von Brockdorff zu Borstel                                     | ./.                                                            |           |
| Allerhöchst ernannte Mitglieder der Ritterschaft                              | Christian Carl von Schimmelmann zu Wandsbek                                   | ./.                                                            |           |
| Allerhöchst ernannte Mitglieder der Ritterschaft                              | Magnus (auch: Mogens) Joachim Graf von Scheel-Plessen zu Sierhagen            | ./.                                                            |           |
| Allerhöchst ernannte Mitglieder der Geistlichkeit                             | Kirchenprobst Johann Friedrich Leonhard Callisen Pastor zu Rendsburg          | ./.                                                            |           |
| Allerhöchst ernannte Mitglieder der Geistlichkeit                             | Adolf Christian Hensler Pastor in Barkau                                      | ./.                                                            |           |
| Allerhöchst ernannte Mitglieder der Universität Kiel                          | Professor Niels Nikolaus Falck                                                | ./.                                                            |           |
| Gewählte Abgeordnete Besitzer adliger und anderer größere Güter               | Ernst Christian von Reventlow auf Farve                                       | Georg Wilhelm Schröder zu Grabow                               |           |
| Gewählte Abgeordnete Besitzer adliger und anderer größere Güter               | Joseph Franz Christian Graf von Baudissin zu Projensdorf                      | Kaspar von Buchwaldt auf Gut Pronstorf                         |           |
| Gewählte Abgeordnete Besitzer adliger und anderer größere Güter               | Heinrich Christopher Graf von Holstein auf Gut Waterneverstorf                | Georg Wilhelm Meyer zu Schwelbeck                              |           |
| Gewählte Abgeordnete Besitzer adliger und anderer größere Güter               | Dr. jur. Lucius Carl Joseph Andreas de Neergaard auf Oevelgönne               | Wolf Heinrich von Baudissin zu Ranzau                          |           |
| Gewählte Abgeordnete Besitzer adliger und anderer größere Güter               | Hofjägermeister Graf Gabriel Friedrich Schreiber von Kronstern auf Nehmten    | Wilhelm Arnold Auff’m Ordt auf Klinken                         |           |
| Gewählte Abgeordnete Besitzer adliger und anderer größere Güter               | Wulf Christopher Wilhelm Schwerdtfeger zu Wensien                             | Otto Friedrich Schwerdtfeger auf Segalendorf                   |           |
| Gewählte Abgeordnete Besitzer adliger und anderer größere Güter               | Carl Emil Graf zu Rantzau zu Rastorff                                         | Johann Peter Stoppel                                           |           |
| Gewählte Abgeordnete Besitzer adliger und anderer größere Güter Klosterpropst | Joseph Carl Graf von Reventlow-Criminil zu Emkendorf                          | ./.                                                            |           |
| Gewählte Abgeordnete Besitzer adliger und anderer größere Güter               | Simon Tamm auf Muggesfelde                                                    | ./.                                                            |           |
| Gewählte Abgeordnete Besitzer kleinerer Güter; 1. Wahlbezirk                  | Jacob Engelbrecht Kirchspielvogt aus Edemannswisch                            | Friedrich Carl Griebel Landspfennigmeister aus Heide           |           |
| Gewählte Abgeordnete Besitzer kleinerer Güter; 2. Wahlbezirk                  | Claus Doose Eingesessener zu Schalkholz                                       | ./.                                                            |           |
| Gewählte Abgeordnete Besitzer kleinerer Güter; 3. Wahlbezirk                  | Jacob Dührsen Kirchspielvogt zu Eddelak                                       | Eingesessener Claus Wohlt Kirchspielvogt zu Tellingstedt       |           |
| Gewählte Abgeordnete Besitzer kleinerer Güter; 4. Wahlbezirk                  | ./.                                                                           | Franz Schade Eingesessener zu Brunsbüttel                      |           |
| Gewählte Abgeordnete Besitzer kleinerer Güter; 5. Wahlbezirk                  | Peter Möller Hofbesitzer aus Bischof                                          | Joachim Siemen Hofbesitzer in Nordbünge                        |           |
| Gewählte Abgeordnete Besitzer kleinerer Güter; 6. Wahlbezirk                  | Johann Ahsbahs Hofbesitzer aus Steinburg                                      | Peter Twisselmann Hofbesitzer in Grevenkop                     |           |
| Gewählte Abgeordnete Besitzer kleinerer Güter; 7. Wahlbezirk                  | Hofbesitzer Jacob Scharmer auf Horst                                          | Heinrich Thormählen Deichgraf in Raa                           |           |
| Gewählte Abgeordnete Besitzer kleinerer Güter; 8. Wahlbezirk                  | Johann Christian Radbruch Ziegeleibesitzer in Glinde                          | Hermann Witt Deichgraf in Holm                                 |           |
| Gewählte Abgeordnete Besitzer kleinerer Güter; 9. Wahlbezirk                  | Johann Heinrich Wittrock Hofbesitzer in Hansdorfer Kamp                       | Theodor Christian Marcus Sager Hofbesitzer in Wellingstedt     |           |
| Gewählte Abgeordnete Besitzer kleinerer Güter; 10. Wahlbezirk                 | Joachim Friedrich Langg Stammparzellist zu Neuhof                             | ./.                                                            |           |
| Gewählte Abgeordnete Besitzer kleinerer Güter; 11. Wahlbezirk                 | Hermann Lends von Schilden auf Horst                                          | Karl Wilhelm Gerhard Ehlers Hufner in Oersdorf                 |           |
| Gewählte Abgeordnete Besitzer kleinerer Güter; 12. Wahlbezirk                 | ./.                                                                           | Hans Sieck Hufner in Wiemersdorf                               |           |
| Gewählte Abgeordnete Besitzer kleinerer Güter; 13. Wahlbezirk                 | Jürgen Rohwer Hufner in Holtorf                                               | Hans Ratjen Hufner in Homfeld                                  |           |
| Gewählte Abgeordnete Besitzer kleinerer Güter; 14. Wahlbezirk                 | Claus Wiese Halbhufner aus Wendfeldt                                          | Hans Stoltenberg Bauernvogt in Wisch                           |           |
| Gewählte Abgeordnete Besitzer kleinerer Güter; 15. Wahlbezirk                 | Claus Jargstorff Meyerhofsbesitzer in Lindau                                  | Hans Heinrich Vost Vollhufner in Struckdorff                   |           |
| Gewählte Abgeordnete Besitzer kleinerer Güter; 16. Wahlbezirk                 | Hans Rossen Hufner aus Göstorf                                                | ./.                                                            |           |
| Gewählte Abgeordnete Städtische Einwohner; 1. Wahlbezirk                      | Conrad Hinrich Donner Kaufmann aus Altona                                     | Michael Christian Sommer Kaufmann aus Altona                   |           |
| Gewählte Abgeordnete Städtische Einwohner; 1. Wahlbezirk                      | ./.                                                                           | Johann Maximilian Ferdinand Köhler Kaufmann aus Altona         |           |
| Gewählte Abgeordnete Städtische Einwohner; 1. Wahlbezirk                      | Eduard Johann David Roscher Kaufmann aus Altona                               | Wilhelm Gähler Justizrat aus Altona                            |           |
| Gewählte Abgeordnete Städtische Einwohner; 2. Wahlbezirk                      | Georg Ludwig Balemann Ober- und Landgerichtsadvokat in Kiel                   | ./.                                                            |           |
| Gewählte Abgeordnete Städtische Einwohner; 2. Wahlbezirk                      | ./.                                                                           | ./.                                                            |           |
| Gewählte Abgeordnete Städtische Einwohner; 3. Wahlbezirk                      | Ludwig Wilhelm Peter von Prangen Ober- und Landgerichtsadvokat aus Glückstadt | Marx Rohde Brandweinbrenner in Glückstadt                      |           |
| Gewählte Abgeordnete Städtische Einwohner; 4. Wahlbezirk                      | Johann Paap zu Grünhorst, Rathsverwandter                                     | Hans Christian Koch Agent und Rathsverwandter in Rendsburg     |           |
| Gewählte Abgeordnete Städtische Einwohner; 5. Wahlbezirk                      | Georg Löck Ober- und Landgerichtsadvokat aus Itzehoe                          | Oluf Friedrich Freiherr von Eggers Polizeimeister in Schleswig |           |
| Gewählte Abgeordnete Städtische Einwohner; 6. Wahlbezirk                      | Friedrich Wilhelm Peters Landes- und Kirchspielgevollmächtigter aus Heide     | Peter Ottens Landnotar und Untergerichtsadvokat in Heide       |           |
| Gewählte Abgeordnete Städtische Einwohner; 7. Wahlbezirk                      | Johann Nicolaus Antonius Kirchhof Untergerichtsadvokat aus Uetersen           | Johann Sylvester Huwald Untergerichtsadvokat aus Uetersen      |           |
| Gewählte Abgeordnete Städtische Einwohner; 8. Wahlbezirk                      | Johann Cornelius Peter von Lengerke Fabrikant in Wandsbek                     | Martin Kleinworth Eingesessener in Wedel                       |           |
| Gewählte Abgeordnete Städtische Einwohner; 9. Wahlbezirk                      | ./.                                                                           | Johann Detlev Broderius Westphal Ratsverwandter in Segeberg    |           |
| Gewählte Abgeordnete Städtische Einwohner; 10. Wahlbezirk                     | Friedrich Theodor Wiese Oberappellationsgerichtsrat in Kiel                   | Jacob Friedrich Georg Henningsen Kaufmann in Preetz            |           |
| Gewählte Abgeordnete Städtische Einwohner; 11. Wahlbezirk                     | Franz Michael d’Aubert Bürgermeister aus Oldenburg                            | Andreas Peter Benedict Paysen Amtsverwalter aus Plön           |           |
| Gewählte Abgeordnete Städtische Einwohner; 12. Wahlbezirk                     | Jacob Nicolaus Friedrich Lorentzen Kaufmann in Kiel                           | Johannes Faesch Kaufmann in Kiel                               |           |